# Minea
Renata Končić, poznatija kao Minea (Zagreb, 17. rujna 1977.), hrvatska je pop-pjevačica i televizijska voditeljica.
Izdala je osam albuma, šest studijskih i dva kompilacijska albuma, koji su nagrađivani platinastim, zlatnim i srebrnim nakladama u Hrvatskoj. Višestruko je nagrađivana na festivalima u Hrvatskoj i inozemstvu.

## Životopis

### Djetinjstvo i prvi glazbeni uspjesi (1977. – 1997.)
Odrasla je u zagrebačkoj Dubravi. Osnovnu i srednju ekonomsku školu pohađala je u Zagrebu. Od prvog razreda pjevala je u školskom zboru, te priznala kako nikada nije imala tremu prije nastupa. U trećem razredu imala je svoj prvi solistički nastup sa skladbom "Pjesma mojoj majci". Kao tinejdžerka bila je član rok sastava Kontesa Nera, a 1994. godine bila je izabrana za glavni vokal sastava Srebrna krila, gdje je trebala zamijeniti Vlatku Pokos. Tu je primjećuje Boris Šuput, poznati estradni menadžer, koji u njoj prepoznaje potencijal za solo karijeru i pomaže joj da snimi svoj prvi album.
Ožujka 1995. godine nastupa na festivalu Dora s pjesmom "Good boy" čiji su autori Daniel Popović i Željko Pavičić.  Poslije festivala Dora objavljuje svoj prvi mini album Good boy za diskografsku kuću Croatia records, s pjesmama: "Good boy", "Kad si s njom", "Ljubav je pjesma ptice slijepe" i "Još volim ga". Iste godine nastupa na Splitskom festivalu s pjesmom "Mornaru moj".
Godine 1996. započinje uspješnu suradnju s Tončijem Huljićem i nastavlja suradnju s Danielom Popovićem. 
Iste godine objavljuje album pod nazivom Vrapci i komarci s pjesmama: "Vrapci i komarci", "Uberi ljubicu", "Mrvica", "Sutra" i mnogim drugim.
Srpnja 1996. godine nastupa na festivalu Melodije hrvatskog Jadrana s pjesmom "Sija sunce i osvaja nagradu "Debitant godine".

### E, pa neka!, Mimo zakona i Kad smo...ono, znaš (1997. – 2002.)
Početkom 1997. godine nastupa na festivalu Dora s pjesmom "Magla". Zatim slijede nastupi na festivalima Melodije hrvatskog Jadrana s pjesmom "Lasta, lastavica", gdje dobiva nagradu "Zlatni galeb, 1. nagrada publike" i na Zadarfest-u s pjesmom "E, pa neka".
Poslije nastupa na festivalima širom zemlje objavljuje svoj treći album E, pa neka! za diskografsku kuću Orfej. 
Na novom albumu su već objavljeni hitovi: "E, pa neka", "Ako ovo je kraj", "Lasta, lastavica", "Magla"...
Sljedeće godine pravi diskografsku stanku, ali ostaje aktivna na festivalima. Pojavljuje se na festivalu Zadarfest s pjesmom "Malo fali". Iste godine tradicionalno se pojavljuje i na festivalu Melodije hrvatskog Jadrana s pjesmom "Rano". 
Godine 1999. nastavlja s diskografskom stankom, ali nastupa na prestižnim festivalima širom zemlje. Početak godine je ponovo bio u znaku festivala Dora, gdje s pjesmom "U ponoć pozvoni" osvaja 10. mjesto. Tradicionalno nastupa i na festivalu Melodije hrvatskog Jadrana s pjesmom "Bit će bolje". Autori pjesme su Tonči i Vjekoslava Huljić. 
Početkom 2000. godine nastupa na festivalu Dora s pjesmom "Što bi mi", zatim na 4. HRF-u s pjesmom "Jako", gdje ponovo osvaja simpatije publike. Na festivalu Melodije hrvatskog Jadrana nastupa s naslovnom numerom "Mimo zakona" i osvaja nagradu "Zlatni galeb, 1. nagradu stručnog ocjenjivačkog suda". Iste godine objavljuje album Mimo zakona za diskografsku kuću Croatia records, na kojem su se našle pjesme: "Mimo zakona", "Rano", '"Bit' će bolje", "Znam" i druge.
Godine 2001. godine objavljuje svoj peti album Kad smo...ono, znaš. S albuma su izdana tri singla  "Da me 'oće Stipe", "Hej, ljubavi" i "Pod tvojim prstima", koji bio nagrađen nagradom "Srebrni galeb, 2. nagrada publike" na festivalu Melodije hrvatskog Jadrana. Album je nagrađen zlatnom certifikacijom za prodanih 30.000 primjeraka. 

### Sve najbolje i Sve u četiri oka (2002. – 2008.)
Godine 2002. godine ponovo odlučuje napraviti diskografsku stanku. 
Ipak, pojavljuje se je na festivalu Melodije hrvatskog Jadrana s pjesmom "Nisi čovjek kojega sam voljela". Iste godine nastupa u Crnoj Gori na festivalu Sunčane skale pjesmom "Život je lijep", to je ujedno i posljednja pjesma urađena s bračnim parom Huljić, s kojima ponovo obnavlja suradnju 2011. godine. 
Godine 2003. objavljuje prvi kompilacijski album Sve najbolje sa svojim najvećim hitovima i novim singlom "Kad volim, volim", s kojim nastupa na 7.HRF-u iste godine.
Godine 2004., nakon duže diskografske stanke izdaje novi album Sve u četiri oka. Prvi singl s albuma bio je "Sve u četiri oka", s kojim Minea nastupa na Splitskom festivalu. Drugi singl je bila pjesma "Idi, baš me briga", s kojom je nastupila na Festivalu zabavne glazbe u Bihaću i koja je dobila nagradu "Druga nagrada publike". Treći singl je pjesma "Znaci nevjere" sa Zadarfest-a, a četvrti pjesma "Rano" u etno aranžmanu, s kojom je nastupila na festivalu Etnofest u Neumu. Godine 2005. nastupa na festivalu Sunčane skale s pjesmom "Samo uzmi me".
Sljedeće godine ponovo nastupa na festivalu Dora s pjesmom "Sve dok ne postanem prah", a u ljeto 2006. godine nastupa na festivalu Zlatne žice Slavonije s pjesmom "Teško".
Godine 2007. nastupa u Crnoj Gori na festivalu Sunčane skale s pjesmom "Kap", autori pjesme su Darus Despot i Branimir Mihaljević. 

### Tvoje lice zvuči poznato i 90's party (2008. – 2014.)
Godine 2008. nastupa na dva prestižna festivala u Hrvatskoj. Na 12. HRF-u s pjesmom "Još si moj", s kojom ulazi finale i koja postaje jedan od njenih najvećih hitova, sredinom ljeta nastupa i na festivalu  Zlatne žice Slavonije s pjesmom "Ostani na mojim usnama", autor glazbe i aranžmana je Branimir Mihaljević, a teksta Faruk Buljubašić Fayo. 
Godine 2009. nastupa na 14.HRF-u s pjesmom "Od srca oteto", autori pjesme su Branimir Mihaljević i Faruk Buljubašić. Godine 2010. Minea uzima diskografsku stanku i najavljuje veliki povratak početkom 2011. godine, ali ostaje aktivna u koncertnim aktivnostima.
Početkom 2011. godine obnavalja suradnju s bračnim parom Huljić, travnja iste godine izdaje novi singl "Jedno", s kojim nastupa na CMC festivalu. Pjesma je postala jedna od najvećih uspješnica Mineine karijere. Na nacionalnoj top ljestvici pjesma zauzima visoko peto mjesto. Ožujka 2012. godine izdaje novi singl "Potpisujem" s kojim je nastupila na CMC festivalu. Srpnja 2013. godine u suradnji s Branimirom Mihaljevićem i Antonijom Šolom izdanje novi singl "Srce zauzeto" s kojim je nastupila na Glazbenom festivalu Slavonije.
Početkom 2014. godine zajedno s I. Bee i Ellom započinje uspješnu zajedničku turneju po Hrvatskoj pod nazivom "90's party". Svibnja iste godine objavljuju svoj prvi zajednički singl "Na Jadran" u izdanju diskografske kuće Dallas Records. Autor tekst i melodije je Andrej Babić, dok produkciju i aranžman potpisuje Branko Berković.
Krajem 2014. godine sudjelovala je u prvoj sezoni showa Tvoje lice zvuči poznato.

### Radna Akcija i The Best Of Collection (2015. – sada)
Lipnja 2015. godine izdaje singl "Razonoda" s kojim nastupa na CMC festivalu iste godine, a koji je vodeći singl njenog drugog kompilacijskog albuma  The Best Of Collection objavljenog 17. rujna 2015. godine u izdanju diskografske kuće Croatia Records. Na albumu se nalazi i duetska pjesma "Mi smo jedno drugom suđeni" koju je premijerno izvela s Giulianom na Večerima dalmatinske šansone kolovoza iste godine.
Srpnja iste godine postaje voditeljica humanitarne serije "Radna Akcija" na Nova TV, a krajem godine postaje i voditeljica emisije In Magazin. Svibnja 2016. objavljuje singl "Doza rizika (Ljubakanje)" s kojim nastupa na CMC Festivalu u Vodicama. 
U kolovozu 2025. napušta Novu TV.

## Privatni život
Minea je uvijek svoj privatan život držala daleko od očiju javnosti. Diplomirala na Poslovnom učilištu i dobila zvanje marketinškog menadžera, radi kao menadžerica za odnose s javnošću jedne tvrtke. Od 2012. do 2019. godine bila je u vezi s bivšim nogometašem Slađanom Ašaninom.

## Diskografija

### Studijski albumi
- 1995. – Good boy
- 1996. – Vrapci i komarci
- 1997. – E, pa neka!
- 2000. – Mimo zakona
- 2001. – Kad smo...ono, znaš
- 2004. – Sve u četiri oka

### Kompilacije
- 2003. – Sve najbolje
- 2015. –  The Best Of Collection

### Singlovi
- 1995. – Good boy
- 1995. – Mornaru moj
- 1996. – Sija sunce
- 2001. – Valja vino
- 2002. – Nisi čovjek kojega sam voljela
- 2002. – Život je lijep
- 2003. – Kad volim, volim
- 2005. – Samo uzmi me
- 2006. – Sve dok ne postanem prah
- 2006. – Teško
- 2007. – Kap
- 2008. – Ostani na mojim usnama
- 2008. – Još si moj
- 2009. – Od srca oteto
- 2011. – Jedno
- 2012. – Potpisujem
- 2013. – Srce zauzeto
- 2014. – Na Jadran (feat. Ivana Banfić & Ella)
- 2014. – Božić je pred vratima (feat. TS Prijatelji)[12]
- 2015. – Razonoda
- 2015. – Mi smo jedno drugom suđeni (feat. Giuliano)
- 2016 – Ljubakanje
- 2016 – U malenoj vali (feat. Garcia)

## Filmografija

### Televizijske uloge
- "U dobru i zlu" kao voditeljica (2024.)[13]

### Voditeljske uloge
- "IN Magazin" (2015. – 2025.)
- "Radna akcija" (2015.)

### Sinkronizacija
- "Mune: Čuvar mjeseca" kao Glim (2015.)

## Turneje
- "90's party" (2014.)